# Дълга линия
Дългата линия е модел на предавателна линия, чийто надлъжен размер (дължина) надвишава дължината на вълната λ, която се разпространява в нея (или е сравнима с дължината на вълната), а напречните размери (например разстоянието между проводниците, които образуват линията) са по-малки от дължината на вълната.
От гледна точка на теорията за електрическите вериги дългата линия представлява четириполюсник. Характерна особеност на дългата линия е проявата на интерференция на две вълни, разпространяващи се една срещу друга. Една от тях се създава от електромагнитен генератор, свързан към входа на линията се нарича падаща вълна. Другата се нарича отразена вълна и възниква от частичното отражение на падащата вълна от товара, свързан към изхода на линията (противоположния край на генератора). Цялото разнообразие от трептящи и вълнови процеси, протичащи в дълга линия, се определя от съотношенията на амплитудите и фазите на падащите и отразени вълни. Анализът на процесите се опростява, ако линията е еднородна (регулярна), т.е. в надлъжно направление напречното сечение и електромагнитните параметри (ε, μ и σ) на запълващата среда не се променят.

## Режими на работа на дългите линии
Дългите линии имат три режима на работа:
- режим на бягаща вълна;
- режим на стояща вълна;
- режим на смесена вълна.

Режимът на работа се определя от товара, включен в края на линията ZT.

### Режим на бягаща вълна
Режимът на бягаща вълна се характеризира с наличието само на падаща вълна, разпространяваща се от генератора към товара. Няма отразена вълна – напрежението и токът на отразената вълна са Uотр = 0, Iотр = 0 и коефициентът на отражение | Г | = 0. Мощността, носена от падащата вълна, се отдава напълно в товара. Това става, когато линията е съгласувана с товара – съпротивлението на товара е чисто активно и равно на вълновото съпротивление на линията: ZT = RT = Zс.
Амплитудата на тока и напрежението са постоянни по дължината на линията Imin = Imax, Umin = Umax. 

Следователно коефициентите на бягаща и стояща вълна заемат своите оптимални стойности 

КБВ = Imin / Imax = Umin / Umax = 1 и КСВ = Imax / Imin = Umax / Umin = 1. 

### Режим на стояща вълна
Режимът на стояща вълна се характеризира с факта, че амплитудата на отразената вълна е равна на амплитудата на падащата вълна Uпад = Uотр, Iпад = Iотр, т.е. енергията на падащата вълна се отразява напълно от товара и се връща обратно към генератора. Отразената вълна се сумира с падащата и от интерференцията се получава стояща вълна. Напрежението и токът на стоящата вълна във всяка точка от линията се изменят от нула до своите максимални стойности: от Umin = 0 до Umax и от Imin = 0 до Imax. Затова

модулът на коефициента на отражение | Г | = Uотр / Uпад = Iотр / Uпад = 1, 
а кофициентите на бягаща и стояща вълна са

КБВ = Imin / Imax = Umin / Umax = 0,

КСВ = Imax / Imin = Umax / Umin = ∞.
Режим на стояща вълна се получава в следните случаи:
- линия, затворена в края на късо ZT = 0, тогава Г = –1 (фиг. 1);
- линия, отворена в края ZT = ∞ ⇒ Г = 1 (фиг. 2);
- линия, натоварена с чисто реактивен товар (шлейф или диафрагма) ZT = ±jХT – случаят се свежда до един от предните два, в зависимост от товара:
  - при индуктивен товар ZT = +jХT – линията е еквивалентна на накъсо затворена линия, удължена с величина {\displaystyle l} или отворена линия, скъсена с величина {\displaystyle {\frac {\lambda }{4}}} – {\displaystyle l} (фиг. 3);
  - при капацитивен товар ZT = –jХT – линията е еквивалентна на накъсо затворена линия, скъсена с величина {\displaystyle l} или отворена линия, удължена с величина {\displaystyle {\frac {\lambda }{4}}} – {\displaystyle l} (фиг. 4).

Величината на участъка {\displaystyle l} се определя от големината на реактивния товар ХT = ХL = ωL или ХT = ХC = 1/ωC.

### Режим на смесена вълна
В режим на смесена вълна част от мощността на падащата вълна се отдава в товара, а останалата част се връща към генератора под формата на отразена вълна и нейната амплитуда е 0 < Uотр < Uпад (0 < Iотр < Iпад). Тя интерферира с падащата вълна и се получава смесена вълна. По дължината на линията амплитудата на напрежението се изменя от Umin = Uпад – Uотр до Umax = Uпад + Uотр, а амплитудата на тока – от Imin = Iпад – Iотр до Imax = Iпад + Iотр. Тъй като Uотр ≠ Uпад (Iотр ≠ Iпад), минимумите не са равни на нула (Umin ≠ 0, Imin ≠ 0), за разлика от режима на стояща вълна. При тези условия 0 < | Г | < 1; 0 < КБВ < 1; 1 < КСВ < ∞.
Смесена вълна се получава в следните случаи:
- при активен товар, различен от вълновото съпротивление на линията ZT = RT ≠ Zc:
  - ако RT < Zc, в края на линията (при товара) има минимум на напрежението и максимум на тока – Umin, Imax;
  - ако RT > Zc, в края на линията (при товара) има максимум на напрежението и минимум на тока – Umax, Imin;
- при комплексен товар ZT = RT ± jХT. Аналогично на режима на стояща вълна, този случай се свежда до предишните два при чисто активен товар:
  - при индуктивна съставна на товара ХT > 0 линията е еквивалентна на случая RT < Zc, но удължена с величина {\displaystyle l} или на случая RT > Zc, скъсена с величина {\displaystyle {\frac {\lambda }{4}}} – {\displaystyle l};
  - при капацитивна съставна на товара ХT < 0 линията е еквивалентна на случая RT > Zc, но скъсена с величина {\displaystyle l} или на случая RT < Zc, удължена с величина {\displaystyle {\frac {\lambda }{4}}} – {\displaystyle l}.

Величината на участъка {\displaystyle l} се определя от големината на реактивната съставна на товара: 
ХT = ХL = ωL или ХT = ХC = 1/ωC.
Във всички случаи на стояща и смесена вълна максимумите и минимумите на амплитудните стойности на тока са изместени относно съответните стойности на напрежението на λ/4.